# Joc seriós
Un joc seriós és aquell que es dissenya específicament per aprendre, gestionar recursos o fer simulacions a part de per pur entreteniment. Els jocs tenen un paper important en l'aprenentatge de llengües estrangeres. Els estudiants poden millorar fàcilment les seves habilitats gramaticals, memoritzar vocabulari, practicar la pronunciació o controlar el nivell de coneixement en proves ràpides i interactives. Usar un joc augmenta la motivació dels participants, regula el procés i ofereix resultats immediats, a diferència d'altres processos similars.

## Història
Documentat des del segle xv, com a activitat adulta, oposada al joc infantil, el 1970, Clark Abt ja va definir aquest terme en el seu llibre Serious Games, publicat per Viking Press. En aquest llibre, Abt parla principalment dels jocs de taula i dels jocs de cartes, però proporciona una definició general que pot aplicar-se amb facilitat als jocs de l'era informàtica:
| « | Reduït a la seva essència formal, un joc és una activitat entre dues o més persones amb capacitat per prendre decisions que busquen aconseguir uns objectius dins d'un context limitat. Una definició més convencional és aquella en la qual un joc és un context amb regles entre adversaris que intenten aconseguir objectius. Ens interessen els jocs seriosos perquè tenen un propòsit educatiu explícit i acuradament planejat, i perquè no estan pensats per ser jugats únicament per diversió. | » |

El 2005, Mike Zyda va abordar aquest terme d'una forma actualitzada i lògica en un article publicat en la revista Computer de la IEEE Computer Society que portava per títol «From Visual Simulation to Virtual Reality to Games». Zyda defineix primer «joc» i continua a partir d'aquí:
- Joc: una prova física o mental, duta a terme d'acord amb unes regles específiques, que el seu objectiu és divertir o recompensar al participant.
- Videojoc: una prova mental, duta a terme enfront d'una computadora d'acord amb certes regles, l'objectiu de les quals és la diversió o l'esplai, o guanyar una aposta.
- Joc seriós: una prova mental, duta a terme enfront d'una computadora d'acord amb unes regles específiques, que usa la diversió com a manera de formació governamental o corporatiu, amb objectius en l'àmbit de l'educació, sanitat, política pública i comunicació estratègica.

Molt abans que el terme «joc seriós» comencés a ser usat per la Serious Games Initiative el 2002, ja van començar a crear-se jocs amb un propòsit diferent de l'entreteniment. El continu fracàs dels jocs d'entreteniment educatiu quant a la seva rendibilitat, al costat de les creixents capacitats tècniques dels jocs per proporcionar escenaris realistes, va portar a la reexaminació del concepte de jocs seriosos a finals de la dècada de 1990. Durant aquest temps, alguns estudiosos van començar a examinar la utilitat dels jocs per a altres propòsits, contribuint al creixent interès per emprar-los amb noves finalitats. A més, la capacitat dels jocs per contribuir a la formació es va veure ampliat amb el desenvolupament dels jocs multijugador. El 2002, el Centre Internacional per a Acadèmics Woodrow Wilson a Washington D. de C. va crear la Serious Games Initiative amb la finalitat de fomentar el desenvolupament de jocs sobre temes polítics i de gestió. Van aparèixer grups més especialitzats el 2004, com per exemple Games for Change, centrat en temes socials i en canvi social, i Games for Health, sobre aplicacions relacionats amb l'assistència sanitària.
No hi ha una única definició del terme «joc seriós», encara que s'entén que fa referència a jocs usats en àmbits com la formació, la publicitat, la simulació o l'educació. Definicions alternatives inclouen conceptes propis dels jocs i les tecnologies, així com nocions provinents d'aplicacions no relacionades amb l'entreteniment. Els jocs seriosos comencen a incloure també maquinari específic per a videojocs, com per exemple dels videojocs per millorar la salut i la forma física.
Els jocs seriosos estan dirigits a una gran varietat de públic, des d'estudiants d'educació primària i secundària a professionals i consumidors. Els jocs seriosos poden ser de qualsevol gènere, usar qualsevol tecnologia de jocs i estar desenvolupats per a qualsevol plataforma. Alguns els consideren un tipus d'entreteniment educatiu, encara que el gruix de la comunitat es resisteix a utilitzar aquest terme.
Un joc seriós pot ser una simulació amb l'aparença d'un joc, però està relacionat amb esdeveniments o processos que gens tenen a veure amb els jocs, com poden ser les operacions militars o empresarials (encara que molts jocs populars d'entreteniment estan basats en operacions militars o empresarials). Els jocs estan fets per proporcionar un context d'entreteniment i autoenfortiment amb el qual motivar, educar i entrenar als jugadors. Altres objectius d'aquests jocs són el màrqueting i la publicitat. Els grans usuaris (no demostrat per la intel·ligència empresarial) dels jocs seriosos semblen ser el govern dels Estats Units i els metges. Altres sectors comercials estan també perseguint activament el desenvolupament d'aquest tipus d'eines.
Un dels primers sectors a introduir l'aprenentatge basat en el joc amb videojocs va ser l'aviació, on el simulador de vol s'ha utilitzat des del 1982.

## Varietats
El joc seriós inclou múltiples varietats
- jocs educatius
- simuladors (de vol, a l'exèrcit, de gestió de riscos...)
- jocs artístics
- jocs publicitaris (els dissenyats per una marca per inserir publicitat o fer coneguts productes i logotips)
- dinàmiques de grup del món de l'empresa
- joc terapèutic

Com que el que el defineix és el propòsit, pot adoptar qualsevol format, des d'un joc de tauler a un videojoc, des de jocs individuals fins a grans reunions grupals. Igualment pot ser un joc competitiu, on es tracta de vèncer un adversari o assolir una fita, o un joc sense victòria final.

## Context neurològic
Els jocs tenen cinc característiques principals: conflicte, control, tancament, estratègia, i competència. Els jocs són molt útils per fomentar l'aprenentatge actiu, la interacció entre diverses persones. També fomenten el treball en equip, i proporcionen un ambient lliure que permet la millora de la capacitació. Els jocs basats en l'aprenentatge proporcionen versatilitat per a més d'un estil d'aprenentatge, i també poden afectar les habilitats cognitives i psicomotrius. Si bé l'aprenentatge a través de jocs pot ser molt eficaç, poden convertir-se en una distracció, fent que es tornin massa centrat en el joc i no en l'aprenentatge.
La visió cognitivista bàsicament aporta que l'estudiant és el protagonista i que ell va creant coneixements a través de l'experiència. Es tracta d'un procés dinàmic, participatiu i interactiu que consta de dos processos: l'assimilació i l'acomodació. El primer adapta la informació als seus coneixements previs i el segon estableix un canvi de visió per tal d'adaptar-se.

## Aplicació
El joc es pot aplicar en diversos àmbits i un d'ells és l'educació. A l'etapa de parvulari, els nens desenvolupen diferents aspectes com la coordinació o la percepció, al mateix temps que aprenen lliçons bàsiques com els colors o paraules. A més, els jocs els ajuden a relacionar-se amb l'entorn, a conèixer el medi en el qual es troben i a comunicar-se amb la resta de companys. A mesura que es va creixent, aquests jocs van agafant altres dimensions. Actualment, els jocs es comencen a aplicar en nivell educatius més elevats, també amb objectius pedagògics.
Però el joc seriós no només s'aplica en l'àmbit educatiu. El món de l'esport professional també compta amb pràctiques semblants. En el sector del motor, especialment, els jocs s'utilitzen amb simuladors, per tal que els pilots entrenin en una situació que sigui la més real possible. Aquests simuladors també tenen presència per a altres tipus d'entrenaments relacionats amb l'exèrcit i les forces policials i de seguretat, per crear situacions que són necessàries entrenar però que difícilment es podrien donar per aquests entrenaments sense l'ajuda d'aquests simuladors. El sector empresarial també compta amb tècniques d'equip basades en jocs, per tal d'assolir un major rendiment en tasques de grup, que ajudi a la cooperació entre els diferents membres, que han de treballar de manera conjunta. Però no només això, si no que el sector publicitari també es beneficia d'aquestes pràctiques. Existeixen moltes aplicacions dels jocs seriosos a la vida real. Els beneficis que aporta són múltiples i, fins i tot, es porten a la pràctica amb objectius terapèutics.

## Classificació i subgrups de jocs seriosos
Encara que la classificació dels jocs seriosos és alguna cosa que encara ha de consolidar-se, existeixen no obstant això una sèrie de termes l'ús dels quals raonablement comú permet la seva inclusió aquí.
- Advergaming: de l'anglès advertising i game, és a dir, publicitat i joc, és la pràctica d'usar videojocs per publicitar una marca, producte, organització o idea.
- Edutainment: és un terme que resulta de la unió de education i entertainment, és a dir, educació i entreteniment o diversió. S'aplica als programes que ensenyen mitjançant l'ús de recursos lúdics.
- Aprenentatge basat en jocs (de l'anglès game-based learning): aquests jocs tenen com a objectiu millorar l'aprenentatge. Estan dissenyats en general mantenint un equilibri entre, d'una banda, la matèria i, per un altre, la jugabilitat i la capacitat del jugador per retenir i aplicar aquesta matèria al món real.[7] Aquests últim jocs s'utilitzen al món empresarial per millorar les capacitats dels empleats en temes, atenció al públic i negociacions.[8]
- Edumarket Games: quan un joc seriós combina diversos aspectes (per exemple, els propis del advergaming i del edutainment o altres relacionats amb la premsa i la persuasió), es diu que l'aplicació és un joc de tipus edumarket, terme que resulta de la unió de education (educació) i màrqueting. Un exemple és Food Force, un joc amb objectius en l'àmbit de les notícies, la persuasió i el edutainment.
- News Games: són jocs periodístics (de l'anglès news, és a dir, notícia) que informen sobre esdeveniments recents o expressen un comentari editorial. Un exemple és September 12th, un joc creat per Gonzalo Frasca que denuncia l'ús de la violència per resoldre el problema del terrorisme.[9]
- Simuladors o videojocs de simulació: són jocs que s'empren per adquirir o exercitar diferents habilitats o per ensenyar comportaments eficaços en el context de situacions o condicions simulades. En la pràctica, són molt usats els simuladors de conducció de vehicles (cotxes, trens, avions, etc., com per exemple FlightGear), els simuladors de gestió de companyies (per exemple, Transport Tycoon) i els simuladors sobre negocis en general, que ajuden a desenvolupar el pensament estratègic i ensenyen als usuaris els principis de la micro i macroeconomia i de l'administració d'empreses (per exemple, Virtonomics).
- Jocs persuasius: de l'anglès persuasive games, són jocs que s'usen com a tecnologia de la persuasió.
- Jocs organitzatius dinàmics: de l'anglès organizational-dynamic games, són jocs que ensenyen i reflecteixen la dinàmica de les organitzacions a tres nivells: individual, de grup i cultural.
- Jocs per a la salut: de l'anglès games for health, són jocs dissenyats com a teràpia psicològica, o jocs per a l'entrenament cognitiu o la rehabilitació física.
- Jocs artístics: de l'anglès art games, són jocs usats per expressar idees artístiques, o art creat utilitzant com a mitjà els videojocs.
- Militainment: aquest és un terme que resulta de la unió de military i entertainment, és a dir, militar i entreteniment o diversió. Són jocs finançats per l'exèrcit o que, en cas contrari, reprodueixen operacions militars amb un alt grau d'exactitud.

Julian Alvarez i Olivier Rampnoux (de l'European Center for Children's Products de la Universitat de Poitiers) han tractat de classificar els jocs seriosos en 5 categories principals: advergaming, edutainment, jocs de tipus edumarket, jocs de denúncia (que els autors denominen diverted games) i jocs de simulació.

## Exemples
- Hotzone: és un simulador multijugador en xarxa que utilitza la tecnologia dels videojocs per entrenar als equips d'emergència, bombers i efectius de protecció civil per respondre davant situacions de perill. L'objectiu principal de la simulació és la comunicació, l'observació, i presa de decisions crítiques.
- Foldit (Windows, Linux, Mac) Plegament de proteïnes, joc de trencaclosques on els resultats poden ser utilitzats en la ciència real.
- Food Force (Mac/Windows) Videojoc humanitari. El Programa Mundial d'Aliments de les Nacions Unides, va dissenyar aquest món virtual de llançaments d'aliments des de l'aire a les zones de crisi i els camions que avancen pels difícils camins sota l'amenaça dels rebels amb els subministraments d'aliments d'emergència.
- Re-Mission: és un videojoc completament gratuït creat per HopeLab, una associació d'ajuda a malalts amb càncer. Permet lluitar contra la malaltia en mostrar a un nanorobot “Roxxie” erradicant cèl·lules canceroses gràcies a la quimioteràpia. A través d'aquest joc s'informa de diferents tipus de càncer, i té també utilitat per alliberar la ràbia i sentiments de rebot cap a la malaltia. Es tracta d'un joc d'acció amb un alt valor pedagògic i de conscienciació sobre el càncer.
- Merchants: és un videojoc creat per a la formació d'habilitats de negociació i gestió de conflictes. Els jugadors immersos en la Venècia del segle xv s'enfronten a diferents situacions per mitjà de les quals posen en pràctica els continguts teòrics impartits durant el joc. Naviliers és un producte de Gamelearn
- Triskelion: és un videojoc creat per a la formació en gestió del temps i productivitat personal. Els jugadors es converteixen en Robert Wise, personatge mitjançant el qual hauran de seguir les pistes que revelen el secret de l'Ordre de la saviesa. Triskelion és un producte de Gamelearn
- GABALL: Gamed Based Language Leaning, és un joc per a professionals gerents de PIMES per fomentar la internacionalització d'aquestes. L'objectiu del projecte GABALL va dirigit millorar les competències i habilitats dels gerents de les Pimes i Micro empreses per engegar processos d'internacionalització dels mercats interns i externs (Brasil) a través de plataformes de comerç electrònic. GABALL també es dirigeix als estudiants dels últims cursos d'educació superior que potencialment poden arribar a ser empresaris i/o estan promovent projectes emprenedors. L'objectiu últim serà millorar les seves competències culturals i en llengua estrangera i així optimitzar la utilització del màrqueting electrònic i les eines de comerç electrònic, l'establiment de relacions a través de mitjans electrònics recolzats en les xarxes socials i el foment de l'esperit emprenedor.
- Save the PKU Planet: Videojoc que ensenya als nens amb fenilcetonuria com manejar de manera correcta la seva malaltia, principalment mitjançant el control d'aliments baixos en proteïnes, la discriminació dels aliments permesos dels prohibits i la motivació a la ingesta del complement alimentós substitutiu ric en Aminoàcids i altres nutrients però exempt de fenilalanina. Desenvolupat pel Projecte d'Innovació Docent número 10-120 de la Universitat de Granada en col·laboració amb la Fundació Alicia i FX Animation. Disponible i adaptat per a nens amb fenilcetonuria d'Espanya, Dinamarca, Regne Unit i Estats Units. També està disponible amb subtítols en català.
- DonostiON és un videojoc casual desenvolupat per Ikasplay centrat en el dia gran de la tamborrada de Sant Sebastià, que se celebra cada 20 de gener a la capital Guipuscoana. És un videojoc que promou la cultura tamborrera que es desenvolupa en aquests dies a la ciutat.
- Hackend és un joc gratuït per aprendre cibereseguridad en les empreses, això sí, de forma amena d'INCIBE. Ajudaràs a un empresari, anomenat Max, a resoldre nou casos en els quals es veu compromesa la seguretat de la seva petita empresa. És una aventura gràfica en la qual Max, amb la teva inestimable ajuda, persegueix als ciberdelincuentes fins a donar amb ells.
- Phylo video game (Internet): Un joc que convida als jugadors a cedir als seus impulsos de joc addictiu i contribuir al bé comú, tractant de desxifrar el codi per a malalties genètiques.[11]
- The 3D Model of The West Virginia Penitentiary (Microsoft Windows): Els jugadors interaccionen amb una versió digital de les instal·lacions del centre penitenciari de West Virginia per preparar al món real l'avaluació de coneixements i la simulació de disturbis.[12] Desenvolupat per la West Virginia High Technology Consortium Foundation per proporcionar coneixement de la situació simulada per als assistents al motí a la presó que se celebra anualment al centre penitenciari de West Virginia.